# Hatusil III
Hatusil III, também conhecido como Hatusilis III (em hitita: Hattusilis; lit. "de Hatusa"), foi um rei do Império Hitita no período entre 1 267 - 1 237 a.C., durante uma fase histórica chamada Novo Império.

## Família
Hatusil foi o quarto e último filho de Mursil II. Sua mãe foi a rainha Gassulauia e seu irmão foi Muatal II.
Hatusil casou-se com Puduépa, uma sacerdotisa de Istar, que mais tarde tornou-se rainha dos hititas.

## Reinado
Mursil nomeou Hatusil como um sacerdote de Sausga de Samuá e Hatusil permaneceu leal a Istar de Samuha até o fim de seus dias.
Seu irmão mais velho Muatal mudou sua sede em Taruntassa e nomeou-o governador de Hatusa.
Hatusil foi um comandante das forças hititas durante a famosa Batalha de Cades contra o Egito em 1 274 a.C.. Hatusil reconquistou Nerique e se tornou o sumo sacerdote do seu deus da tempestade. Hatusil nomeou seu filho mais velho e príncipe herdeiro Nericail em homenagem a essa conquista.
Hatusil e o faraó egípcio Ramessés II selaram um acordo de paz elaborado com base em modelos hititas que, devido às monumentais  cópias egípcias do mesmo, tornou-se assim o mais antigo tratado conhecido da história, que estabelece uma paz duradoura entre os dois impérios rivais. Ramessés se casou com a filha de Hatusil, e conferiu-lhe um nome egípcio, Maatorneferuré. Anos mais tarde casou-se com outra princesa hitita.
Um arquivo, com mais de 200 cartas, encontrado nas ruínas do palácio real em Hatusa demonstra que Hatusil se correspondia com diversos soberanos do Oriente Próximo, incluindo Ramessés II. São uma importante fonte primária para este período.
A ele é atribuída a autoria das Cartas de Tauagalaua.